# Handball-Regionalliga Süd 1985/86
Die Saison 1985/86 der Handball-Regionalliga  Süd war die siebzehnte Spielzeit, welche unter dem Dach des Süddeutschen Handballverbandes (SHV) organisiert wurde und nach der Bundesliga, und der 2. Bundesliga zu den dritthöchsten Spielklassen im deutschen Handball gehörte.

## Saisonverlauf
Süddeutscher Meister und Aufsteiger in die 2. Bundesliga wurde der SG Köndringen/Teningen. Vizemeister ohne Aufstiegsrecht wurde der TSV 1846 Nürnberg. Die Absteiger in die Oberligen waren TG 1848 Donzdorf, TSV Heiningen 1892 und TuS Durmersheim.

### Modus
Zwölf Mannschaften spielten eine Hin- und Rückrunde um die süddeutsche Meisterschaft und den Aufstieg
 in die 2. Bundesliga. Die Plätze neun bis zwölf waren die Absteiger in die Oberligen.

### Teilnehmer und Abschlussplatzierungen
Nicht mehr dabei waren ein Aufsteiger und drei Absteiger aus der Vorsaison. Neu dabei waren vier
 Aufsteiger (N) aus den Oberligen Südbaden, Baden, Württemberg und der Bayernliga.

### Männer
|     | Mannschaft             | Spiele | Punkte |
| --- | ---------------------- | ------ | ------ |
| 1.  | SG Köndringen/Teningen | 22     | 36:8   |
| 2.  | TSV 1846 Nürnberg (N)  | 22     | 30:14  |
| 3.  | TSV 1896 Rintheim (N)  | 22     | 29:15  |
| 4.  | TV Hardheim 1895       | 22     | 26:18  |
| 5.  | TV 1893 Neuhausen (N)  | 22 *   | 23:21  |
| 6.  | TSV Scharnhausen       | 22     | 23:21  |
| 7.  | TSV München-Ost        | 22     | 22:22  |
| 8.  | SKV Oberstenfeld       | 22 *   | 19:25  |
| 9.  | TV Hemsbach            | 22     | 19:25  |
| 10. | TG 1848 Donzdorf       | 22     | 18:26  |
| 11. | TSV Heiningen 1892 (A) | 22     | 14:30  |
| 12. | TuS Durmersheim (N)    | 22     | 5:39   |

(A) = Absteiger aus der 2. Bundesliga, (N) = neu in der Liga (*) = hatte das bessere Torverhältnis
  Süddeutscher Meister und Aufsteiger zur 2. Bundesliga 1986/87

 Für die Regionalliga Süd 1986/87 qualifiziert

### Frauen
- Der VfL Neckargartach wurde Süddeutscher Meister und hat sich für die 2. Bundesliga 1986/87 der Frauen qualifiziert.